# NGC 1702
NGC 1702 је расејано звездано јато у сазвежђу Трпеза које се налази на NGC листи објеката дубоког неба.
Деклинација објекта је - 69° 51' 3" а ректасцензија 4h 49m 27,7s. Привидна величина (магнитуда) објекта NGC 1702 износи 12,5 а фотографска магнитуда 12,7. NGC 1702 је још познат и под ознакама ESO 56-SC8.